# Fallen Angel (serie de televisión)
Fallen Angel (フォールン・エンジェル Fōrun Enjeru?) es una serie de drama japonesa, transmitida por BS Asahi desde el 21 de enero hasta el 24 de marzo de 2012. Fue protagonizada por Kazuki Katō, Takuya Uehara, Takumi Kitamura, Yoshihide Sasaki y Yūdai Chiba, entre otros.

## Argumento
Los hermanos Aiba viven juntos en un pequeño y destartalado apartamento en Nerima, Tokio. El mayor, Tsubasa (Kazuki Katō), posee asombrosos poderes matemáticos y trabaja medio tiempo en una pastelería. El menor, Riku (Takuya Uehara), es un estudiante universitario ingenuo pero de buen corazón. Ambos hermanos se cuidan mutuamente y a pesar de tener problemas económicos, viven el día a día feliz con la compañía del otro. Sin embargo, todo esto cambia con la inesperada llegada de un nuevo hermano menor, Umi (Takumi Kitamura), a quien no han visto desde que su madre se marchó con este quince años atrás. Umi nació con un corazón débil y para ayudarlo su madre Takako (Chigusa Yasuzawa), una talentosa cirujana, abandonó a sus dos hijos mayores cuando ambos eran muy jóvenes y buscó refugio en un centro médico de investigación. La instalación es dirigida por una organización conocida como "Pennae" que estudia a individuos con poderes en áreas específicas y realiza repetidamente experimentos poco éticos en un intento de crear humanos científicamente superiores. Umi recibió un trasplante de corazón, sin embargo y, debido a que el donante tenía poderes de memoria tan sorprendentes que sus órganos son capaces de conservar recuerdos, Umi hereda estos mismos recuerdos, y cada día la personalidad del donante se rige cada vez más por sobre la del propio Umi. Tsubasa y Riku intentan desesperadamente proteger a su hermano menor, quien ha escapado de las instalaciones para buscar su ayuda. Sin embargo, los lacayos de Pennae ya se han puesto en marcha y se proponen recuperar a Umi.

## Reparto
- Kazuki Katō como Tsubasa Aiba
- Takuya Uehara como Riku Aiba
- Takumi Kitamura como Umi Aiba
- Yoshihide Sasaki como Hikaru Kitahara
- Yūdai Chiba como Asahina (Kuma-chan)
- Chigusa Yasuzawa como Takako Aiba
- Yasuhi Nakamura como Yōichi Oikawa
- Takumi Matsumoto como Kazuma Oikawa
- Tōru Baba como Kaname Kiryū
- Masataka Nakagauchi como Kondō
- Takahiko Yanagisawa como Hiroshi Tanase
- Hiroyuki Takami como Seiji Nishizaki

## Lista de episodios
| Número | Título                          | Estreno               |
| ------ | ------------------------------- | --------------------- |
| 1      | «Reunión» «Saikai» (再会)       | 21 de enero de 2012   |
| 2      | «Confusión» «Sakuran» (錯乱」)  | 28 de enero de 2012   |
| 3      | «Signos» «Yochō» (予兆」)       | 4 de febrero de 2012  |
| 4      | «Despertar» «Kakusei» (覚醒)    | 11 de febrero de 2011 |
| 5      | «Pesadilla» «Akumu» (悪夢)      | 25 de febrero de 2012 |
| 6      | «Verdad» «Shinjitsu» (真実)     | 3 de marzo de 2012    |
| 7      | «Lamentación» «Dōkoku» (慟哭)   | 10 de marzo de 2012   |
| 8      | «Reencarnación» «Tensei» (転生) | 17 de marzo de 2012   |
| 9      | «Mundo» «Sekai» (世界)          | 24 de marzo de 2012   |